# Магнолія Суланжа (Чернівці, вул. 28 Червня)
Магно́лія Сула́нжа — ботанічна пам'ятка природи місцевого значення в Україні. Розташована в межах міста Чернівці, вулиця 28 Червня, 67. 
Площа 0,01 га. Статус надано згідно з рішенням виконавчого комітету Чернівецької обласної ради народних депутатів від 30 травня 1979 року № 198. Перебуває у віданні: ПП «Регіон-Центр». 
Статус надано з метою збереження окремого дерева магнолії Суланжа (Magnolia soulangeana) віком понад 60 років. 